# I'm Out
I'm Out is een lied van de Amerikaanse band en televisieserie The Naked Brothers Band. Het lied verscheen op het gelijknamige debuutalbum The Naked Brothers Band uit 2007. In de televisieserie komt I'm Out (inclusief de clip) voor in de allereerste aflevering (genaamd VMAs) van het allereerste seizoen van de serie. Deze werd in de Verenigde Staten voor het eerst uitgezonden op Nickelodeon op 3 februari 2007.
Het lied werd door The Naked Brothers Band live uitgevoerd tijdens de Amerikaanse ochtendshow Good Morning America van de ABC.

## Nuva Macare-versie
In 2021 bracht de Nederlandse zanger/pianist Nuva Macare een cover uit van het lied, gestileerd als I'm Out! (met uitroepteken). De versie van Macare is betrekkelijk anders gearrangeerd. De Nederlandse artiesten Micky Huijsmans en Wouter Macare zijn ook op deze versie te horen.